# Крюден-Бей – Кіннейл (трубопровід для ЗВГ)
Крюден-Бей – Кіннейл – трубопровід у Шотландії для транспортування суміші нафти та зріджених вуглеводневих газів, котрий становить завершальну ланку системи Forties.
Зібрана у Північному морі з більш ніж тридцяти офшорних платформ нафта по системі Forties надходить на береговий приймальний термінал Крюден-Бей. Тут вона змішується з сумішшю зріджених вуглеводневих газів (гомологів метану), отриманих з розташованих дещо північніше у Сент-Фергюсі терміналів, котрі обслуговують газозбірні системи FUKA та SIRGE (первісно належав Total, а станом на другу половину 2010-х знаходиться в управлінні компанії px), а також SAGE (компанія Apache). Отриманий продукт перекачується по трубопроводу до газопереробного заводу в Кіннейл (на південному узбережжі затоки Ферт-оф-Форт). Тут відбувається вилучення ЗВГ з подальшим фракціонуванням на етан, пропан та бутан. Етан та частина пропану використовуються як сировина для розташованої поряд піролізної установки в Гренджмуті, тоді як інша частина пропану та бутан вивозяться через гренджмутський термінал. Нафта, котра в Кіннейлі проходить певну підготовку (зневоднення, стабілізація, вилучення сульфіду водню), в основному постачається на нафтопереробний завод у Гренджмуті або може експортуватись.
Трубопровід Крюден-Бей – Кіннейл виконаний у діаметрі 900 мм та має довжину 204 км. Перекачування суміші по ньому забезпечують чотири насосні станції у Крюден-Бей, Netherley, Brechin та Balbeggie.